# Okrug Prizren
| Призренски Округ Prizrenski Okrug | Призренски Округ Prizrenski Okrug |
| --------------------------------- | --------------------------------- |
| Staat:                            | Serbien                           |
| Fläche:                           | 1.910 km²                         |
| Hauptstadt:                       | Prizren                           |

Der Okrug Prizren (serbisch Призренски округ Prizrenski okrug) ist nach serbischer Auffassung ein Verwaltungsbezirk im Süden der Provinz Kosovo und Metochien.
Am 17. Februar 2008 hat das Parlament der Republik Kosovo die Unabhängigkeit erklärt. Seitdem ist der Status international umstritten und die serbische Bezirkseinteilung nur noch theoretisch existent.
Das Gebiet besteht aus folgenden Großgemeinden:
- Suva Reka (albanisch Suhareka oder Theranda)
- Orahovac (albanisch Rahovec)
- Prizren
- Gora (albanisch Dragash oder Sharri)

Der Verwaltungssitz war die Stadt Prizren.

## Geschichte
Der Okrug Prizren wurde mit der Besatzung Kosovos durch das Königreich Serbien während des ersten Balkankrieges 1912 durch eine Militärverwaltung eingerichtet. Eingeteilt wurde er in 6 Srezovi:
- Srez Šar mit Sitz in Prizren
- Srez Podgora mit Sitz in Suva Reka
- Srez Podrimje mit Sitz in Orahovac
- Srez Gora mit Sitz in Vranište
- Srez Ljuma mit Sitz in Bicaj
- Srez Has mit Sitz in Kruma